# جیک کول
جیک کول (انگلیسی: Jake Cole؛ زادهٔ ۱۱ سپتامبر ۱۹۸۵) بازیکن فوتبال اهل بریتانیا است.
از باشگاه‌هایی که در آن بازی کرده‌است می‌توان به باشگاه فوتبال کویینز پارک رنجرز، باشگاه فوتبال ووکینگ، باشگاه فوتبال ای‌اف‌سی ویمبلدون، باشگاه فوتبال آکسفورد یونایتد، باشگاه فوتبال پلیموث آرگیل، باشگاه فوتبال بارنت، و باشگاه فوتبال فارن‌بورو اشاره کرد.